# Kelsey Mitchell
Pour les articles homonymes, voir Mitchell.
Kelsey Mitchell, née le 12 novembre 1995 à Cincinnati, dans l'Ohio, est une joueuse professionnelle américaine de basket-ball jouant au poste de meneur.

## Biographie

### Carrière junior
Kelsey Mitchell a terminé sa carrière universitaire avec les Buckeyes d'Ohio State de l'université d'état de l'Ohio en 2018. En février 2018, elle a été nommée joueuse de basketball féminine de l’année par les entraîneurs de la conférence. Elle a été nommée dans la deuxième équipe All-American en 2015, 2017 et 2018, tout en obtenant une première équipe All-American en 2016.
Alors qu’elle était étudiante de première année à l’université en 2014-2015, Mitchell a terminé la saison avec 873 points au total, ce qui a été le deuxième plus élevé par une étudiante de première année dans l’histoire de la Division I de la NCAA, derrière les 898 points de Tina Hutchinson avec les Aztecs de San Diego State en 1983-1984. Au cours de sa saison senior, Mitchell a obtenu en moyenne 24,4 points par match avec 46,1 % de tirs et 40,3 % de tirs à trois. Elle a également réussi 4,1 passes décisives par match et 3,2 rebonds par match. Elle a terminé la saison régulière de sa dernière saison avec le troisième taux de points dans l’histoire de la Division I de la NCAA, et a finalement terminé sa carrière avec 3402 points, devançant Kelsey Plum, des Huskies de Washington.
En 2023, elle intègre le Hall of Fame de l'université d'état de l'Ohio.

### Carrière professionnelle

#### En WNBA
Kelsey Mitchell est sélectionnée en 2e position lors de la draft WNBA 2018 par les Fever de l'Indiana.
Elle commence sa carrière le 19 mai 2018 lors de la saison WNBA 2018 face au Sky de Chicago en inscrivant 5 points et 1 passes décisives en 13 minutes de jeu. Durant cette saison, elle réalise son record de points avec 26 unités à trois reprises face aux Liberty de New York, aux Wings de Dallas et au Storm de Seattle. Durant le WNBA All-Star Game 2018, elle participe au concours à trois points et finit à la dernière place d'un concours remporté par Allie Quigley. Durant sa saison rookie, elle dispute 34 matchs avec des moyennes par match de 12,7 points et 2,7 passes décisives en 24,4 minutes de jeu.
Lors de la saison WNBA 2019, elle égalise son record de points le 9 juin 2019 face au Mercury de Phoenix. Lors du dernier match de la saison régulière face au Sun du Connecticut le 8 septembre 2019, elle établit un nouveau record avec 38 points. Au final, elle dispute 34 matchs, dont 20 comme titulaire, pour des moyennes par match de 13,6 points et 2,6 passes décisives en 25,1 minutes de jeu.
En raison de la pandémie de Covid-19, la saison WNBA 2020 est raccourcie à 22 matchs par équipe et tous les matchs se déroulent à l'IMG Academy de Bradenton, en Floride. Kelsey Mitchell dispute les 22 matchs et tous comme titulaire. Elle inscrit en moyenne 17,9 points et délivre 2,8 passes décisives par match en 32,1 minutes de jeu.
Durant la saison WNBA 2021, elle dispute 32 matchs, tous en tant que titulaire, avec 13 matchs à plus de 20 points  et un pic le 20 septembre 2021 avec 32 points face au Sky de Chicago. Elle réalise en moyenne par match 17,8 points et 2,5 passes décisives en 33,1 minutes de jeu.
La saison WNBA 2022 est dans la continuité de la précédente avec 31 matchs joués, tous en tant que titulaire. Elle termine dans le top 30 des joueuses ayant obtenues le plus de votes de la part des fans avec 5385 voix pour participer au WNBA All-Star Game 2022, mais elle ne participe pas à l'évènement. Sa meilleure performance de la saison est face aux Wings de Dallas avec 34 points. Elle a également réalisé 16 matchs à plus de 20 points. Elle termine sa saison avec des moyennes par match de 18,4 points et 4,2 passes décisives en 32,6 minutes de jeu.
Durant la saison WNBA 2023, elle dispute 40 matchs, tous en tant que titulaire, avec des moyennes par matchs de 18,2 points et 3,1 passes décisives en 33,7 minutes de jeu. Elle participe au WNBA All-Star Game 2023 dans l'équipe de Breanna Stewart au côté de joueuses comme Sabrina Ionescu, Brittney Griner et Nneka Ogwumike. Le même week-end, elle participe au concours à trois points. En 2023, elle remporte le Dawn Staley Community Leadership Award qui reconnaît une joueuse qui est une inspiration dans sa communauté et reflète le leadership de Dawn Staley, l’esprit, les efforts de bienfaisance et l’amour pour le jeu.
Lors de la saison WNBA 2024, elle réalise sa meilleure performance le 1er septembre 2024 face aux Wings de Dallas avec 36 points, 6 rebonds et 3 passes décisives. Elle participe au WNBA All-Star Game 2024 dans l'équipe de la WNBA avec 13 points inscrits. Au final, elle dispute 40 matchs pour des moyennes de 19,2 points, 2,5 rebonds et 1,8 passe décisive.

#### Hors WNBA
En 2018, elle s'engage avec le Beşiktaş JK dans le championnat turc pour la saison 2018-2019. Début janvier 2019, elle inscrit 24 points lors de la victoire de son équipe lors du derby stambouliote face à Galatasaray SK.
En 2019, elle retourne dans le championnat turc et le club du Botaş Spor Kulübü avec qui elle dispute 5 matchs de championnat pour des moyennes de 16,4 points et 4 passes décisives, ainsi que deux matchs de coupe d'Europe. En décembre 2019, elle rejoint l'Egypte en s'engageant avec le Al Ahly Sporting club au Caire. Elle dispute les phases finales de la Coupe d'Afrique des clubs champions de basket-ball  soit 6 matchs pour une moyenne de 28,8 points par match.
En janvier 2021, elle dispute 5 matchs d'EuroCoupe avec le club turc d'Elazığ İl Özel İdarespor pour une moyenne de 24,4 points. L'aventure s'arrête en quart de finale de la compétition.
En octobre 2021, elle dispute deux matchs d'EuroCoupe avec le club israélien de l'Elitzur Ramla.
En août 2023, elle s'engage dans le championnat espagnol avec le club de l'Uni Gérone CB pour la saison 2023-2024. Le 30 novembre 2023, elle quitte le club espagnol après avoir disputée 8 matchs de saison régulière pour une moyenne de 12,3 points et 5 matchs d'EuroCoupe.

## Statistiques

### En universitaire
| Gras/Meilleures performances | [ 31 ] |

| Saison                    | Équipe                    | MJ  | M5  | Min  | %T   | %3   | %LF  | Rb  | PD  | Int | Ctr | BP  | F   | Pts  |
| ------------------------- | ------------------------- | --- | --- | ---- | ---- | ---- | ---- | --- | --- | --- | --- | --- | --- | ---- |
| 2014-2015                 | Buckeyes d'Ohio State     | 35  | 35  | 37,1 | 41,5 | 37,8 | 83,5 | 4,2 | 4,2 | 1,7 | 0,2 | 4,1 | 3,2 | 24,9 |
| 2015-2016                 | Buckeyes d'Ohio State     | 34  | 34  | 36,6 | 45,2 | 39,7 | 85,2 | 3,2 | 3,4 | 1,7 | 0,2 | 3,1 | 2,7 | 26,1 |
| 2016-2017                 | Buckeyes d'Ohio State     | 35  | 35  | 34,2 | 43,7 | 36,9 | 81,8 | 2,8 | 3,9 | 1,2 | 0,2 | 2,4 | 2,3 | 22,6 |
| 2017-2018                 | Buckeyes d'Ohio State     | 35  | 35  | 35,9 | 44,8 | 40,2 | 83,2 | 3,2 | 4,2 | 1,5 | 0,1 | 2,2 | 2,3 | 24,3 |
| Total : moyenne par match | Total : moyenne par match |     |     | 35,9 | 43,8 | 38,6 | 83,5 | 3,3 | 3,9 | 1,5 | 0,2 | 3,0 | 2,6 | 24,5 |
| Totaux                    | Totaux                    | 139 | 139 | 4995 | 1120 | 497  | 665  | 463 | 545 | 214 | 23  | 411 | 366 | 3402 |

### En WNBA
| Gras/Meilleures performances | [ 32 ] |

| Saison                    | Équipe                    | MJ  | M5  | Min  | %T   | %3   | %LF  | Rb  | PD  | Int | Ctr | BP  | F   | Pts  |
| ------------------------- | ------------------------- | --- | --- | ---- | ---- | ---- | ---- | --- | --- | --- | --- | --- | --- | ---- |
| 2018                      | Fever de l'Indiana        | 34  | 17  | 24,4 | 34,6 | 33,5 | 80,4 | 1,8 | 2,7 | 0,7 | 0,1 | 1,9 | 2,4 | 12,7 |
| 2019                      | Fever de l'Indiana        | 34  | 20  | 25,1 | 38,7 | 37,4 | 83,6 | 1,6 | 2,6 | 0,4 | 0,1 | 1,7 | 1,7 | 13,6 |
| 2020                      | Fever de l'Indiana        | 22  | 22  | 32,1 | 44,8 | 38,9 | 84,9 | 2,2 | 2,8 | 0,6 | 0,1 | 2,5 | 2,8 | 17,9 |
| 2021                      | Fever de l'Indiana        | 32  | 32  | 33,1 | 43,1 | 33,5 | 88,2 | 2,6 | 2,5 | 1,1 | 0,2 | 2,0 | 2,3 | 17,8 |
| 2022                      | Fever de l'Indiana        | 31  | 31  | 32,6 | 43,8 | 40,9 | 86,1 | 1,9 | 4,2 | 0,9 | 0,2 | 2,4 | 2,3 | 18,4 |
| 2023                      | Fever de l'Indiana        | 40  | 40  | 33,7 | 44,1 | 39,8 | 82,4 | 1,6 | 3,1 | 0,9 | 0,1 | 2,3 | 2,0 | 18,2 |
| 2024                      | Fever de l'Indiana        | 40  | 38  | 32,0 | 46,8 | 40,2 | 83,2 | 2,5 | 1,8 | 0,7 | 0,2 | 1,6 | 1,6 | 19,2 |
| Total : moyenne par match | Total : moyenne par match |     |     | 30,4 | 42,6 | 37,8 | 83,9 | 2,0 | 2,8 | 0,8 | 0,1 | 2,0 | 2,1 | 16,8 |
| Totaux                    | Totaux                    | 233 | 200 | 7085 | 1382 | 558  | 601  | 472 | 649 | 178 | 33  | 471 | 491 | 3923 |

## Palmarès et distinctions

### Palmarès
Néant.

### Distinctions personnelles
- Big Ten Freshman of the Year (2015)
- USBWA National Freshman of the Year (2015)
- 3× Big Ten Player of the Year (2015, 2017, 2018)
- 4× First-team All-Big Ten (2015, 2016, 2017, 2018)
- First-team All-American (2016)
- 3x Second-team All-American (2015, 2017, 2018)
- 2x Participation concours à trois points WNBA All-Star Game (2018, 2023)
- WNBA All-Star (2023)
- Dawn Staley Community Leadership Award (2023)